# 佐藤尚文
佐藤 尚文（さとう なおふみ、1951年8月27日 - ）は日本の実業家。

## 人物・経歴
福岡県出身。1970年福岡県立修猷館高等学校を経て、1976年慶應義塾大学商学部を卒業。
1976年九州電力に入社。2009年九州林産社長（九州電力理事）、2011年九州電力上席執行役員業務本部長、2012年6月同社取締役常務執行役員業務本部長、2014年6月同社代表取締役副社長を経て、2018年6月九電工取締役会長となり、2020年6月同社代表取締役社長に就任する。